# Guillermo García Cantú
Guillermo García Cantú (Cidade do México, 23 de abril de 1960) é um ator mexicano de telenovelas muito conhecido por seus personagens como vilão.

## Biografia
Iniciou sua carreira como ator em 1985, aos 25 anos de idade na telenovela De pura sangre.
Sua trajetória é bastante ampla, já que atuou em mais de 20 telenovelas, entre as que se destacam: Cuando llega el amor (1990, com Lucero), e das exibidas no Brasil estão Marimar (1994), Rosalinda (1999), e La Madrasta (2005).
Em 2005, atuou em La madrastra, na qual deu vida a Demetrio Rivero, o grande responsável pelo assassinato que movimenta a história.
Em 2006, interpretou o malvado Claudio Garza em Código postal, contracenando com Jacqueline García.
No ano de 2008, ele esteve no elenco da telenovela Fuego en la sangre, com o personagem Fernando, compartilhando cenas com Susana Zabaleta, Diana Bracho, entre outros grandes atores.
Em 2009, Guillermo iniciou sua participação na telenovela Camaleones, tendo papel de destaque como um dos antagonistas da trama.
Retornou à televisão em 2010 para atuar em Triunfo del amor, interpretando o antagonista principal "Guillermo" junto a Victoria Ruffo, Maite Perroni, William Levy, César Évora, entre outros.
Em 2014, Guillermo antagonizou a telenovela La malquerida, onde trabalhou novamente com Victoria Ruffo. Em 2015, recebe um papel antagônico em Lo imperdonable, onde interpretou o pai de Verónica (Ana Brenda Contreras).
Em 2016, Guillermo interpretou mais um antagonista, dando vida a Loreto em Las amazonas.

## Carreira

### Telenovelas
- Las hijas de la señora García (2024-2025) - Luis Portilla Alcocer
- El amor no tiene receta (2024) - Ramsés Torrenegro Mansour
- El amor invencible (2023) - Ramsés Torrenegro Mansour
- María Félix: La Doña (2022) - Bernardo Félix Flores
- Los ricos también lloran (2022) - Alberto Salvatierra Ruiz
- Te acuerdas de mí (2021) - Olmo Cáceres
- Médicos, línea de vida (2019-2020) - Alonso Vega (Cameo)
- Por amar sin ley (2018-2019) - Alonso Vega
- Las amazonas (2016) - Loreto Guzmán Valdez
- Lo imperdonable (2015) - Aáron Martínez
- La malquerida (2014) - Norberto
- Triunfo del amor (2010-2011) - Guillermo Quintana
- Camaleones (2009) - Augusto Ponce de León
- Fuego en la sangre  (2008) -  Fernando Escandón
- Código postal (2006) - Claudio Garza Moheno
- La madrasta (2005) - Demetrio Rivero
- Peregrina (2005) - Carrion
- Amar otra vez (2003) -  Guillermo Montero Arrarte
- La Intrusa (2001) -  Rodrigo Junquera Junior
- Mujer bonita (2001) -  Leopoldo
- Serafin (1999) - Raúl
- Rosalinda (1999) -  José Fernando Altamirano
- Salud, dinero y amor (1997)
- Marisol (1996)  -  Raúl Montemar
- Canción de amor (1996)  -  Juiz Arizmendi
- Acapulco, cuerpo y alma (1995)  -  Marcelo de Maris
- Marimar (1994) -  Bernardo Duarte
- Volver a empezar (1994)  -  Tony
- Valentina (1993)  -  Victor
- Triángulo (1992)  -  Davis
- Atrapada (1991)  -  Victor
- Cuando llega el amor (1990)  -  Rodrigo
- La casa al final de la calle (1989)  -  Braulio
- Como duele cayar (1987)  -  Mauro
- El engaño (1986)  -  Gerardo
- De pura sangre (1985)  -  Anselmo

### Teatro
- La mudanza (1984)

## Prêmios e Indicações

### Premios TVyNovelas
| Ano  | Categoria                  | Telenovela                   | Resultado |
| ---- | -------------------------- | ---------------------------- | --------- |
| 2020 | Melhor primeiro ator]]     | Por amar sin ley             | Nominado  |
| 2019 | Melhor primeiro ator       | Por amar sin ley             | Nominado  |
| 2012 | Melhor ator antagónico     | Triunfo del amor             | Nominado  |
| 2009 | Melhor ator antagónico     | Fuego en la sangre           | Ganhador  |
| 2006 | Melhor ator antagónico     | La madrastra                 | Nominado  |
| 2002 | Melhor actor coestelar     | La intrusa                   | Nominado  |
| 1996 | Mejor vilão                | Acapulco, cuerpo y alma      | Nominado  |
| 1990 | Melhor ator jovem          | La casa al final de la calle | Nominado  |
| 1987 | Melhor ator jovem          | El engaño                    | Nominado  |
| 1986 | Melhor revelação masculina | De pura sangre               | Nominado  |

### Prêmios Bravo
| Ano  | Categoria              | Telenovela         | Resultado |
| ---- | ---------------------- | ------------------ | --------- |
| 2009 | Melhor ator antagónico | Fuego en la sangre | Ganhador  |